# Anagyrus ussuriensis
Anagyrus ussuriensis är en stekelart som beskrevs av Sharkov 1984. Anagyrus ussuriensis ingår i släktet Anagyrus och familjen sköldlussteklar. Inga underarter finns listade i Catalogue of Life.